# Штипсхаузен
Штипсхаузен (нем. Stipshausen) — община в Германии, в земле Рейнланд-Пфальц. 
Входит в состав района Биркенфельд. Подчиняется управлению Раунен.  Население составляет 913 человек (на 31 декабря 2010 года). Занимает площадь 11,11 км².